# Kroswia gemmascens
Kroswia gemmascens är en lavart som först beskrevs av William Nylander och fick sitt nu gällande namn av P. M. Jørg. 
Kroswia gemmascens ingår i släktet Kroswia och familjen Pannariaceae.   Inga underarter finns listade i Catalogue of Life.